# Reversal Orchestra
《逆轉交響樂團》是日本電視台於2023年1月11日至3月15日播出的週三連續劇，由門脇麥主演。
香港由Viu於1月11日起獨家播出。臺灣由KKTV於1月12日起獨家跟播。

## 登場人物

### 主要人物
- 谷岡初音：門脇麥[1]、12歲：青木凜花、8歲：寺田藍月（粵語配音：石梓晴）

主人公。曾經是天才小提琴家。10年前突然不再出現於表演舞台，現在是西埼玉市公所公關暨意見咨詢課職員。被朝陽以玉響專屬公關之名，實際為玉響樂團首席而招聘進玉響。
- 常葉朝陽：田中圭[1]、幼年：瀬脇碧斗（粵語配音：郭湛深）

兒玉交響樂團的怪人指揮家。父親是現任西埼玉市市長。在德國進行音樂活動，被父母騙回日本並希望能幫忙重整玉響。

### 兒玉交響樂團
西埼玉市的交響樂團，人稱「玉響」。
- 佐佐木玲緒：瀧内公美[2]、少女：夏野琴子（粵語配音：鄭家蕙）

戀愛經驗很多的大提琴首席。與藤谷認識不到一個月光速結婚。
- 庄司蒼：坂東龍汰[2]、少年：森本陸斗（粵語配音：黃尉斯）

長笛首席。因為單靠樂團薪水不夠負擔日常生活，所以打了好幾份工，造成常常在樂團練習時遲到。後接受初音的提議，在線上擔任長笛老師教課，並寄宿於擁有隔音室的初音家中。
- 桃井綠：濱田麻里[2]（粵語配音：王綺婷）

中提琴副首席。女兒是應考生。
- 穗刈良明：平田滿[2]、青年：浦脇健太（粵語配音：陳冠宏）

雙簧管首席，也是樂團最年長的團員。曾經隸屬於SBK交響樂團（S響），後因照顧雙親，而回到家鄉並加入玉響。
- 土井琢郎：前野朋哉[2]（粵語配音：周鑫霆）

第二小提琴首席。古典樂愛好者。
- 松本弓香：行平愛佳[2]（粵語配音：陳子瑩）

第一小提琴副首席。
- Joseph：Loic Garnier[2]（粵語配音：柯偉聰）

小號首席。來自奧地利維也納。樂團裡樂天開朗的開心果。
- 藤谷耀司：澀川清彥（粵語配音：李家傑）

依照朝陽的指示找來的定音鼓手。在東京的LiveHouse當鼓手，曾經隸屬於S響。受到10年前一起演出的初音的邀請，重拾五線譜以及找回交響樂的樂趣並加入玉響。與佐佐木認識不到一個月光速結婚。
- 小野田隼：岡部崇[2]（粵語配音：袁德基）

樂團的事務局長。父親曾經是朝陽老家的「常葉釀酒廠」總管。

### 初音相關人物
- 谷岡奏奈：恒松祐里[3]、童年：渡邊愛乃（粵語配音：李索真）

初音的妹妹。與姐姐兩人同住。21歲，現為大學三年級生。兼任玉響的SNS宣傳公關。
- 谷岡祥子、谷岡丈雄：奥貫薫、利重剛（粵語配音：莎拉、蔡忠衛）

初音與奏奈的雙親。2年前移居至長野縣佐久市，一起種植家庭菜園享受第二人生。

### 朝陽相關人物
- 常葉修介：生瀨勝久[3]（粵語配音：李家傑）

朝陽的父親。西埼玉市市長。
- 常葉康子：石野真子（粵語配音：程文意）

朝陽的母親。
- 後藤香織：相武紗季（第4話 - 第6話・第9話 - 最終話 ）[4]（粵語配音：莎拉）

音樂雜誌「延音」副主編。

### 三島家人物
- 三島彰一郎：永山絢斗[3]、9歲：平野絢規（粵語配音：蔡忠衛）

日本一流的人氣小提琴家。初音的青梅竹馬。
- 三島光太郎：加藤雅也（第5話 - 最終話）[5]

彰一郎的父親。享譽國際的指揮家。
- 上條明里：街田詩音（第2話）（粵語配音：李索真）

彰一郎的母親。著名小提琴家。
- 大塚潔：小林博（粵語配音：李家傑）

三島彰一郎的經理人。

### 庄司蒼相關人物
- 庄司恵子：伊勢志摩（第9話- 最終話）（粵語配音：王綺婷）

庄司蒼的媽媽，心疼兒子要到處做兼職。
- 庄司功：大宮將司（粵語配音：李家傑）

庄司蒼的爸爸，患有早期癌症，因蒼決定做音樂家而令二人關係不和。

### 桃井綠相關人物
- 桃井亞美：凛美（第4話、第5話、第9話）[6]（粵語配音：李明心）

桃井的獨生女，高中三年級學生，正在準備參加大學入學試。對啦啦隊很感興趣，但因父親嚴格要求她上國立大學而感到壓力。
- 桃井浩一：森岡豊（最終話）（粵語配音：李家傑）

桃井綠的丈夫，桃井亞美的爸爸，一直希望女兒能考入公立大學。

### 周邊人物
- 本宮雄一：津田健次郎[3]（粵語配音：柯偉聰）

動不動就干涉交響樂團活動的市議會議員。對下任市長的位子虎視眈眈。
- 高階藍子：原日出子[3]（粵語配音：陳子瑩）

大型承包商公司「高階組」的會長，也是日本最著名的交響樂團「高階愛樂」的所有者。
- 白井昌也：川守田政人（粵語配音：陳冠宏）

西埼玉市的市議員，對玉嚮樂團並不滿意。
- 黒木修：森下亮（粵語配音：黃尉斯）

西埼玉市的市議員，對玉嚮樂團並不滿意。
- 日地谷更紗：鈴木絢音（粵語配音：李明心）、少女：高田梨音（第3話、第6話、第9話）

長笛演奏家。
- 高階藍子的秘書：遊屋慎太郎（第7話・第8話・最終話）（粵語配音：李家傑）

將彰一郎的近況向高階報告。
- 木之崎：篠崎史門

前玉嚮交響樂團成員。
- 三島彰一郎的粉絲：川島夕空、大森愛莉（粵語配音：陳子瑩、李索真）

### 第1集
- 堤朋久：三宅康敏（第2話）（粵語配音：陳冠宏）

西埼玉市政府公關聽證課長，初音的上司。
- 霧島留美：榊原有那（第2話）（粵語配音：王綺婷）

西埼玉市政府公關聽證科職員，初音的朋友。
- 水谷有紗：鹽澤怜香（粵語配音：李明心）

初音小提琴班的學生。
- 水谷有紗的媽媽：長田涼子（粵語配音：莎拉）
- 平松：榊原徹（粵語配音：李家傑）

原玉嚮交響樂團的指揮。
- 太田：福田薫（粵語配音：黃尉斯）

原玉嚮交響樂團的成員。
- 德國交響樂團的工作人員：Guntermann Maiko
- 德國交響樂團的人：Massimo Biondi
- 兒玉交響樂團表演時亂跑的小孩（粵語配音：李明心）
- 兒玉交響樂團表演時哭鬧的小孩（粵語配音：李明心）
- 哭鬧小孩的家長（粵語配音：程文意）
- 採訪彰一郎的記者：愛理（粵語配音：程文意）
- 比賽中演奏的小孩：稻垣健

其表演太差令朝陽不滿。
- 介紹有紗上場的廣播（粵語配音：陳子瑩）
- 初音公演的工作人員 ：辻川慶治、天野惠（粵語配音：黃尉斯、程文意）

兩人提到奏奈入院的對話無意中被初音聽到。
- 提醒初音出場的工作人員 ：長谷場俊紀（粵語配音：周鑫霆）

### 第2集
- 貫井剛：春海四方（第9話）（粵語配音：蔡忠衛）

建築工地的工作人員，與庄司蒼熟識。
- 壽司店師傅（粵語配音：柯偉聰）
- 益島慎：丈太郎（粵語配音：周鑫霆）

庄司蒼的朋友，音樂學院研究生。
- 岩田：井阪郁巳（粵語配音：蔡忠衛）

庄司蒼的朋友，樂隊俱樂部的顧問。
- 大屋的主人：右近良之（粵語配音：陳冠宏）

庄司蒼兒時幫忙打理庭院的屋主。
- 稱讚彰一郎表演的人（粵語配音：袁德基）
- 見到上條明里的人（粵語配音：陳冠宏、李明心）
- 時任：永岡卓也（粵語配音：陳冠宏）

鋼琴家，與上條明里一起觀賞彰一郎的演出。
- 飯局裡的議員（粵語配音：陳冠宏）

### 第3集
- 藤谷耀司的朋友（粵語配音：袁德基）
- 藤谷耀司的樂隊成員：園田航、渡部敬汰、青沼詩郎（粵語配音：周鑫霆、N/A、N/A）

### 第4集
- 及川：周本絵梨香（粵語配音：莎拉）

桃井亞美的班主任。
- 石橋萌：羽瀨川凪（第5話・第9話）（粵語配音：李索真）

：桃井亞美的好友，啦啦隊成員。
- 石橋萌：深尾あむ（第5話・第9話）（粵語配音：陳子瑩）

：桃井亞美的好友，啦啦隊成員。
- 餐廳的侍應
- 為亞美診斷出腸胃炎的醫生：酒井康行（粵語配音：蔡忠衛）
- 學校的廣播（粵語配音：李索真）
- 亞美學校的校長：石黒久也（粵語配音：蔡忠衛）

## 製作團隊
- 劇本：清水友佳子
- 導演：豬股隆一、小室直子、鈴木勇馬
- 配樂：清塚信也、蹄鵬
- 總製作人：三上繪里子
- 製作人：鈴間廣枝、松山雅則
- 製作協力：Total Media Communication
- 製作著作：日本電視台

## 播出日程
| 集數                                                                      | 播出日期 | 副標題 | 標題 | 中文標題（Viu） | 導演     | 收視率 |
| ------------------------------------------------------------------------- | -------- | ------ | ---- | --------------- | -------- | ------ |
| #1                                                                        | 1月11日  |        |      | 惡魔指揮        | 豬股隆一 | 6.8%   |
| #2                                                                        | 1月18日  |        |      | 遲到            | 豬股隆一 | 6.6%   |
| #3                                                                        | 1月25日  |        |      | 定音鼓手        | 豬股隆一 | 6.2%   |
| #4                                                                        | 2月01日  |        |      | 最喜歡的音樂    | 小室直子 | 6.3%   |
| #5                                                                        | 2月08日  |        |      | 集訓            | 鈴木勇馬 | 6.5%   |
| #6                                                                        | 2月15日  |        |      | 舞台與戀愛      | 豬股隆一 | 6.3%   |
| #7                                                                        | 2月22日  |        |      | 接受考驗        | 鈴木勇馬 | 6.7%   |
| #8                                                                        | 3月01日  |        |      | 愛的回憶        | 豬股隆一 | 6.6%   |
| #9                                                                        | 3月08日  |        |      | 命運            | 鈴木勇馬 | 6.4%   |
| #10                                                                       | 3月15日  |        |      | 開幕公演        | 豬股隆一 | 6.8%   |
| 平均收視率 6.5%（收視率由Video Research調查關東地區、家戶的即時統計資料） |          |        |      |                 |          |        |

## 外部連結
- 官方网站（日語）
  - Reversal Orchestra的X（前Twitter）（日語）
  - Reversal Orchestra的Instagram帳戶（日語）
  - Reversal Orchestra的TikTok（日語）
- 兒玉交響樂團的X（前Twitter）（日語）
- Reversal Orchestra特別音樂會官方的X（前Twitter）（日語）

| 日本 日本電視台 週三連續劇                | 日本 日本電視台 週三連續劇                    | 日本 日本電視台 週三連續劇 |
| ----------------------------------------- | --------------------------------------------- | -------------------------- |
|                                           | Reversal Orchestra （2023年1月11日－3月15日） |                            |
| First Penguin! （2022年10月5日－12月7日） | 那不是抄襲嗎？ （2023年4月12日－6月14日）     |                            |

| 臺灣 緯來日本台 週一至週五 22:00-23:00         | 臺灣 緯來日本台 週一至週五 22:00-23:00        | 臺灣 緯來日本台 週一至週五 22:00-23:00 |
| ---------------------------------------------- | --------------------------------------------- | -------------------------------------- |
|                                                | 逆轉交響樂團 （2023年3月30日－4月17日）       |                                        |
| 東大特訓班 （重播） （2023年3月16日－3月29日） | 交響情人夢 （重播） （2023年4月18日－5月2日） |                                        |

| 香港 Viu 星期六 21:00 - 22:00                        | 香港 Viu 星期六 21:00 - 22:00                       | 香港 Viu 星期六 21:00 - 22:00                          |
| ---------------------------------------------------- | --------------------------------------------------- | ------------------------------------------------------ |
|                                                      | 逆轉管弦樂團 （2023年12月16日－2024年2月17日）      |                                                        |
| The Travel Nurse （2023年10月21日－2023年12月9日）   | PICU 小兒集中治療室 （2024年2月24日－2024年5月4日） |                                                        |
| 香港 ViuTV 星期二至六（星期一至五深夜）00:00 - 01:00 |                                                     |                                                        |
| 黑色太陽 （2024年6月12日－2024年7月6日）             | 逆轉管弦樂團 （2024年7月9日－2024年7月20日）        | ELPIS—希望、或是災難— （2024年8月13日－2024年8月24日） |